# Schlockenau

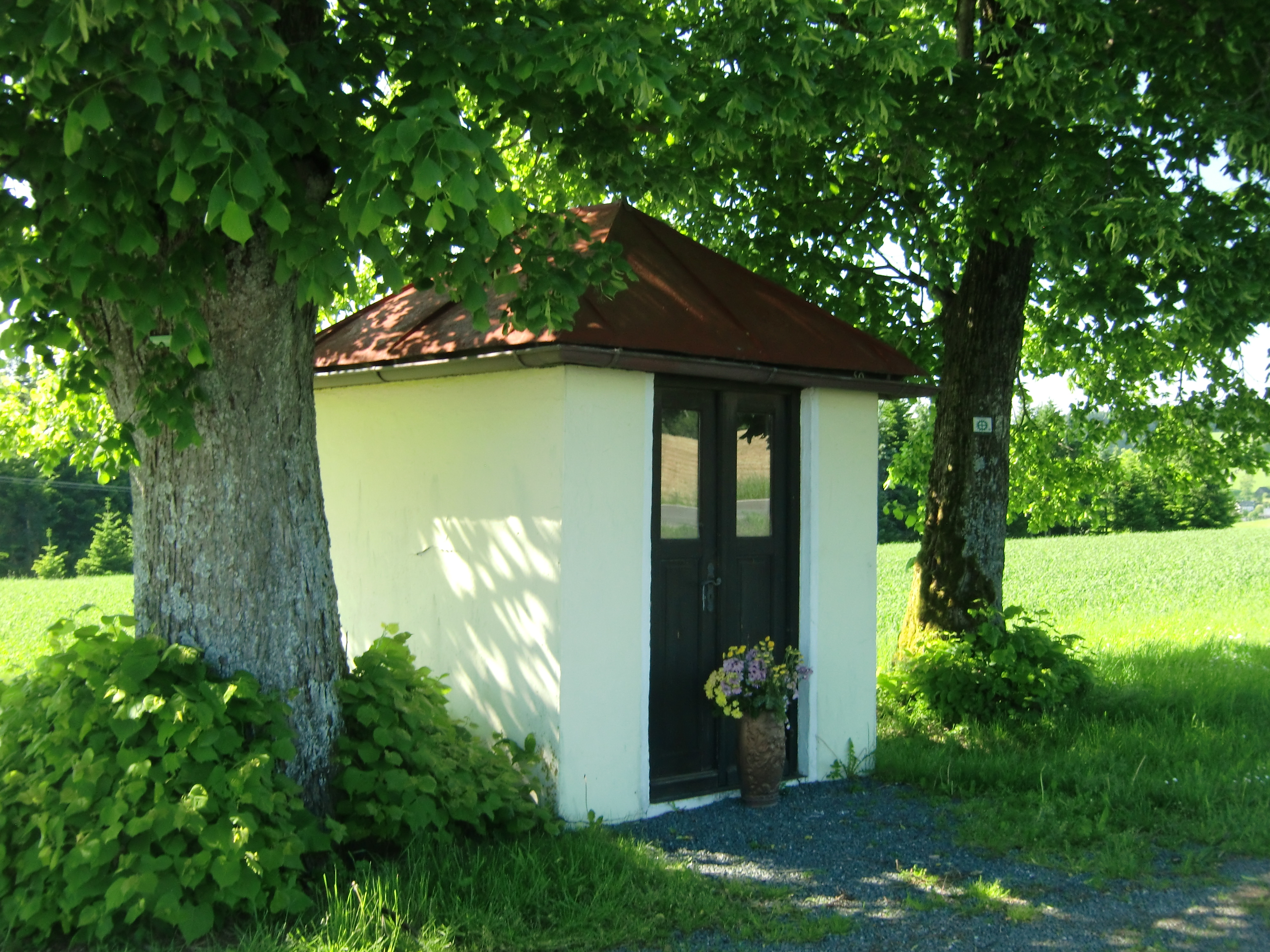
Wegkapelle nördlich des Dorfes

Schlockenau ist ein Gemeindeteil des Marktes Grafengehaig im oberfränkischen Landkreis Kulmbach. Der Ort liegt in der Gemarkung Schlockenau.

## Geografie
Das Dorf liegt auf einem Höhenzug des Frankenwaldes. Ein wenig nördlich des Dorfes steht eine Wegkapelle und eine Linde, die als Naturdenkmal ausgezeichnet ist. Die über die Landkreisgrenze hinweg von der Staatsstraße 2195 herführende Staatsstraße 2158 führt etwa 300 Meter nordwestlich des Ortes vorbei. Eine nördlich des Dorfes von dieser abzweigende Gemeindestraße durchquert den Ort, bevor sie südwestlich davon wieder in die Staatsstraße einbiegt.

## Geschichte
Das damals als „Slakenauv“ bezeichnete Dorf wurde 1384 zusammen mit dem Eigengut „Leugast“ (dem heutigen Marktleugast) vom Kloster Langheim an den bambergischen Fürstbischof Lamprecht von Brunn übereignet. Während des Zweiten Markgrafenkrieges wurde der Ort 1553 von den Truppen des brandenburg-kulmbachischen Markgrafen Albrecht II. Alcibiades geplündert, wodurch die örtlichen Bauern umfangreiche Verluste an Sachwerten und Vieh hinnehmen mussten. Im Jahr 1733 bestand das zu dieser Zeit als „Schlackenawe“ bezeichnete Dorf aus insgesamt sieben Einzelhöfen, die zur Ablieferung des aus Getreide bestehenden Zehnts an das Hochstift Bamberg verpflichtet waren. Gegen Ende des 18. Jahrhunderts bestand Schlockenau aus 11 Anwesen. Das Hochgericht übte das bambergische Centamt Marktschorgast aus. Grundherren waren das bambergische Kastenamt Stadtsteinach (10 Halbhöfe) und die Gemeinde selbst (1 Tropfhaus).
1810 kam Schlockenau zum Königreich Bayern. Mit dem Gemeindeedikt wurde der Ort dem Steuerdistrikt Eppenreuth zugewiesen. 1812 entstand die Ruralgemeinde Schlockenau, zu der Bromenhof gehörte. Sie war in Verwaltung und Gerichtsbarkeit dem Landgericht Münchberg zugeordnet und in der Finanzverwaltung dem Rentamt Münchberg. 1840 wurde die Gemeinde an das Landgericht Stadtsteinach und an das Rentamt Stadtsteinach überwiesen (1919 in Finanzamt Stadtsteinach umbenannt). Ab 1862 gehörte Schlockenau zum Bezirksamt Stadtsteinach (1939 in Landkreis Stadtsteinach umbenannt). Die Gerichtsbarkeit blieb beim Landgericht Stadtsteinach (1879 in Amtsgericht Stadtsteinach umgewandelt). 1964 hatte die Gemeinde eine Gebietsfläche von 1,979 km². Am 1. Januar 1972 wurde die Gemeinde in Grafengehaig eingegliedert.

### Einwohnerentwicklung
Gemeinde Schlockenau
| Jahr      | 1819   | 1840   | 1852   | 1855   | 1861   | 1867   | 1871   | 1875   | 1880   | 1885   | 1890   | 1895   | 1900   | 1905   | 1910   | 1919   | 1925   | 1933   | 1939   | 1946   | 1950   | 1952   | 1961  | 1970   |
| Einwohner | 68     | 97     | 105    | 112    | 113    | 107    | 118    | 119    | 165    | 153    | 134    | 119    | 109    | 116    | 101    | 96     | 91     | 80     | 69     | 93     | 85     | 79     | 49    | 43     |
| Häuser    |        |        |        |        |        |        | 12     |        |        | 16     | 17     |        | 17     |        |        |        | 15     |        |        |        | 15     |        | 15    |        |
| Quelle    | [ 12 ] | [ 13 ] | [ 13 ] | [ 13 ] | [ 14 ] | [ 15 ] | [ 16 ] | [ 17 ] | [ 18 ] | [ 19 ] | [ 20 ] | [ 13 ] | [ 21 ] | [ 13 ] | [ 22 ] | [ 13 ] | [ 23 ] | [ 13 ] | [ 13 ] | [ 13 ] | [ 24 ] | [ 13 ] | [ 8 ] | [ 25 ] |

Ort Schlockenau
| Jahr      | 001802 | 001818 | 001819 | 001861 | 001871 | 001885 | 001900 | 001925 | 001950 | 001961 | 001970 | 001987 |
| Einwohner | 41     |        | 68 *   | 108    | 114    | 147    | 105    | 87     | 79     | 46     | 39     | 37     |
| Häuser    | 14     | 16     |        |        |        | 15     | 16     | 14     | 14     | 14     |        | 14     |
| Quelle    | [ 26 ] | [ 7 ]  | [ 12 ] | [ 14 ] | [ 16 ] | [ 19 ] | [ 21 ] | [ 23 ] | [ 24 ] | [ 8 ]  | [ 25 ] | [ 27 ] |

## Religion
Schlockenau ist katholisch geprägt und  Katholiken waren ursprünglich nach St. Jakobus der Ältere (Enchenreuth) gepfarrt.